# 戸田貞三
戸田 貞三（とだ ていぞう、1887年3月6日 - 1955年7月31日）は、日本の社会学者、東京帝国大学名誉教授。家族社会学専門。

## 経歴
出生から修学期
1887年、兵庫県朝来市（兵庫県朝来郡中川村立脇）で生まれた。1909年、東京帝国大学文科大学哲学科社会学専攻に入学。建部遯吾に師事しながらも外山正一に影響を受けて、卒業論文の題目は「日本に於ける家の制度発達の研究」であった。1912年に卒業
社会学研究者として
1920年、母校である東京帝国大学文学部講師に着任し、同年より欧米に留学し、シカゴ大学などで在外研究に従事。シカゴ大学ではロバート・E・パークの講義を受けて、その影響を受けた。1922年10月に帰国。東京帝国大学文学部助教授に昇進。1929年、東京帝国大学文学部教授に昇進。1932年11月、東京帝国大学に国粋主義系学生による研究団体「帝大満蒙研究会」が創られると、その責任者を務めた。1938年、学位論文『家族構成』を東京帝国大学に提出して文学博士号を取得
太平洋戦争後
戦後の1945年11月、文部省が設置した公民教育刷新委員会の委員に就任。1947年に東京帝国大学を定年退官し、名誉教授となった。その後は東洋大学教授として教鞭をとった。1955年に死去。

## 研究内容・業績
- 家族社会学を専門とした。その著作は著作集としてまとめられており、全14巻ある。
- 家族を社会制度としてとらえるのではなく少数集団単位でとらえた家族社会学者である。1920年の国勢調査をきっかけにすでに日本の家族形態80％以上が核家族であることを突き止め、家族形態は夫婦と未婚の子どもによって構成されるが、2世帯住型の直系家族傾向も持っているとした。また「世帯」の概念を本格的に導入した社会学者としても有名である。

指導学生
指導を受けた弟子には下記がいる。
- 喜多野清一[5]
- 清水幾太郎[6]
- 服部之総[7]
- 牧野巽

## 著作

### 著書
- 『私有財産問題』(現代社会問題研究 7)冬夏社 1922
- 『家族の研究』弘文堂書房 1926
- 『社会学講義案』(第1－2部) 弘文堂書房 1928－1933
- 『農村人口問題』(農村問題叢書 6輯) 日本青年館 1933
- 『社会調査』 時潮社 1933
- 『家族と婚姻』中文館書店 1934
- 『家族構成』弘文堂 1937
- 『家の道：文部省戦時家庭教育指導要項解説』中文館 1942
- 『家と家族制度』羽田書店 1944
- 『家庭と社会』印刷局(公民叢書) 1948
- 『社会学概論』有斐閣(社会学選書) 1952
- 『家族・結婚』松尾書店 1955

### 著作集
- 『戸田貞三著作集』(全14巻) 大空社 1993

### 編著共著
- 『家族と村落』(第1－2輯) 鈴木栄太郎共編、日光書院 1939
- 『青年学校教科書』土井不曇共著、文学社 1941
- 『社会調査の方法』甲田和衛共著、学生書房 1949
- 『社会学研究の栞』中文館書店 1949
- 『新編人名事典』国民図書刊行会 1953
- 『社会病理学』土井正徳共編、朝倉書店 1954

### 記念論集
- 『現代社会学の諸問題』戸田貞三博士還暦祝賀紀念論文集 東京大学社会学会編、弘文堂 1949

## 戸田貞三に関する研究
- 『戸田貞三 家族研究・実証社会学の軌跡』川合隆男 東信堂 2003